# Șvedove, Șîroke
Șvedove (în ucraineană Шведове) este un sat în comuna Zelena Balka din raionul Șîroke, regiunea Dnipropetrovsk, Ucraina.

## Demografie
Componența lingvistică a localității Șvedove
     Ucraineană (54,55%)
     Rusă (45,45%)
Conform recensământului din 2001, majoritatea populației localității Șvedove era vorbitoare de ucraineană (54,55%), existând în minoritate și vorbitori de rusă (45,45%).